# Belong to the World
Belong to the World é uma canção do cantor e compositor canadense The Weeknd, parte de seu álbum de estúdio Kiss Land (2013). A canção foi lançada como o segundo single do álbum em 16 de julho de 2013, através das gravadoras XO e Republic Records.

## Antecedentes
Em 6 de julho de 2013, The Weeknd revelou a canção para o público durante uma apresentação no Mod Club Theatre, em Toronto, no Canadá. A letra da canção aborda a paixão pela pessoa errada e sobre relacionamentos sérios de The Weeknd. A canção ganhou controvérsias depois que Geoff Barrow, produtor da banda Portishead, acusou  The Weeknd de utilizar as batidas da canção "Machine Gun" sem permissão.

## Videoclipe
O videoclipe de "Belong to the World" foi lançado em 15 de julho de 2013, pela MTV. Tempos depois, foi enviado ao canal Vevo do artista]], em 16 de julho de 2013. A história do videoclipe ocorre no Japão e foi dirigida por Anthony Mandler. Desde a estreia, conta com mais de 24 milhões de visualizações.

## Posições
| Tabela musical (2013)                                         | Melhor posição |
| ------------------------------------------------------------- | -------------- |
| Estados Unidos Bubbling Under R&B/Hip-Hop Singles (Billboard) | 7              |
| Estados Unidos Hot R&B Songs (Billboard)                      | 22             |

## Histórico de lançamento
| Região | Data                | Formato           | Gravadora(s) | Ref   |
| ------ | ------------------- | ----------------- | ------------ | ----- |
| Mundo  | 16 de julho de 2013 | 'Download digital | XO Republic  | [ 3 ] |